# 孙诵昭
孙诵昭（1878年—1968年），女，字宋若，曾用名樗园，笔名平民，江苏无锡人，中国画画家。中央文史馆馆员。

## 生平
1878年生于无锡。祖父是清朝津浦路二品总督。她自幼随父亲学习书法、国画。1920年进入北京大学画学研究会，专修中西绘画两年，后入中国画学研究会进修5年。1929年任國立北平大學女子文理学院讲师。1929年拜齐白石为师学画。
1949年中华人民共和国成立后加入中国美术家协会。1952年被聘为中央文史研究馆馆员。1968年病逝，享年90岁。

## 著作
著有《寒灰吟草》、《养拙斋书画课》、《书画随笔》。